# La flaca (singolo)
La flaca è una canzone scritta e cantata dagli Jarabe de Palo, ed estratta dal loro album d'esordio La flaca del 1996. Il singolo ha il merito di far conoscere il gruppo in tutto il mondo, facendogli ottenere un ottimo successo.

## Tracce
1. La flaca
2. La flaca (acustica)

## Formazione
- Pau Donés - chitarra, voce
- Alex Tenas - batteria
- Joe Dworniak - basso
- Jordi Mena - chitarra
- Daniel Forcada - percussioni

## Classifiche
| Classifica (1998-2020)       | Posizione massima |
| ---------------------------- | ----------------- |
| Francia                      | 62                |
| Italia                       | 30                |
| Spagna                       | 40                |
| Stati Uniti Hot Latin Tracks | 18                |